# Richard Göransson

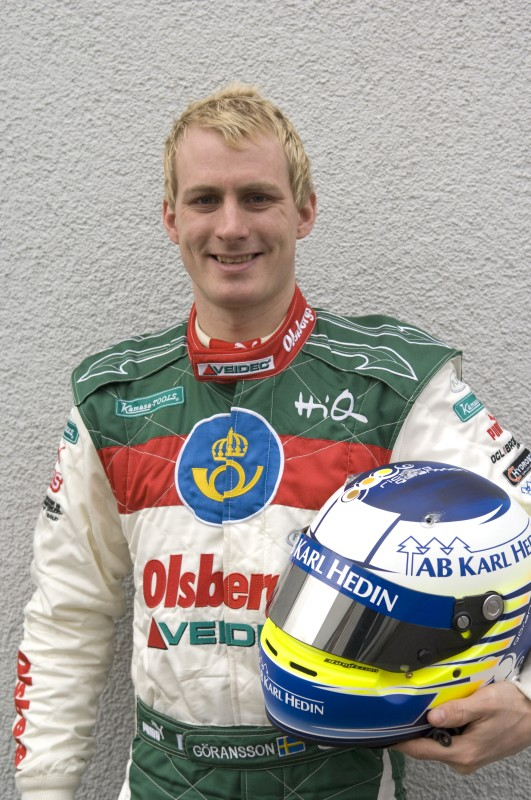
Richard Göransson

Richard Göransson (Örebro, Suecia, 8 de agosto de 1978) es un piloto de automovilismo de velocidad sueco que se ha destacado en el Campeonato Sueco de Turismos como piloto oficial de BMW, donde logró cuatro títulos en 2004, 2005, 2008 y 2010, además de 40 victorias. También fue segundo en las 24 Horas de Nürburgring de 2013.

## Trayectoria
Luego de competir en karting, Göransson fue campeón de la Fórmula Ford Junior Sueca en 1996 y subcampeón de la Fórmula Ford 1600 Nórdica en 1997. En 1998 disputó tres fechas del Campeonato Sueco de Turismos con un Ford Mondeo. Luego compitió en la Fórmula Ford Alemana en 1999 y la Fórmula Ford Británica en 2000. En 2001 resultó campeón de la Fórmula Ford Europea y cuarto en el Festival de Fórmula Ford, y en 2002 terminó segundo en el Festival de Fórmula Ford.
El piloto volvió a su país en 2003, y se unió al equipo WestCoast del Campeonato Sueco de Turismos. Al volante de un BMW Serie 3 oficial, logró cinco victorias en 13 carreras y se ubicó quinto en el campeonato. En 2004 acumuló 9 triunfos y 13 podios en 18 carreras, y resultó campeón ante Robert Dahlgren y Fredrik Ekblom. Defendió el título en 2005 ante Thed Björk y Johan Stureson, al conseguir dos victorias y seis podios en ocho carreras. Ese mismo año, ganó la primera edición de la Copa Europea de Turismos con su BMW frente a Jason Plato y Alessandro Zanardi.
En 2006, Göransson pasó al equipo Flash del Campeonato Sueco de Turismos, continuando al volante de un BMW Serie 3. Logró cinco victorias en ocho carreras, pero fue subcampeón por detrás de Björk. En la temporada 2007 triunfó tres veces, terminando tercero luego de Ekblom y Dahlgren. Por otra parte, el sueco obtuvo victorias de clase en las 24 Horas de Nürburgring y dos fechas del VLN con un BMW Z4 del equipo Schubert.
Continuando con Flash en el Campeonato Sueco de Turismos 2008, el piloto ganó cuatro carreras de 11 y logró su tercer título ante Ekblom y Björk. En tanto, se ubicó tercero en la Copa Europea de Turismos, también al volante de un BMW Serie 3.
Göransson obtuvo tres victorias y siete podios en 18 carreras del Campeonato Sueco de Turismos 2009, de vuelta en el equipo WestCoast, quedando cuarto en la tabla general. En 2010 logró tres victorias y diez podios, por lo que fue campeón nuevamente ante Dahlgren y Ekblom.
El sueco ganó tres carreras en la temporada 2011 con su BMW Serie 3, pero se ausentó en dos de las nueve fechas y quedó relegado a la sexta colocación final. Por otra parte, disputó dos fechas del ADAC GT Masters al volante de un BMW Z4.
WestCoast fue uno de los equipos que fundó el campeonato TTA en 2012. Al volante de un BMW Serie 3 silueta, obtuvo una victoria, un tercer lugar y un quinto en ocho carreras, repitiendo el sexto puesto de campeonato. Además, llegó noveno absoluto en las 24 Horas de Nürburgring con un BMW Z4 de Vita4One junto a Pedro Lamy, Marco Wittmann y Jens Klingmann.
El TTA se fusionó con el STCC en 2013. Göranson logró dos victorias, cuatro podios y diez top 5 en doce carreras con su BMW, resultando subcampeón por detrás de Björk. En tanto, terminó segundo absoluto en las 24 Horas de Nürburgring con Marc VDS, acompañando a Maxime Martin, Andrea Piccini y Yelmer Buurman.
Por otra parte, Göransson disputó el Rally de Suecia de 2011 con un Mitsubishi Lancer y en 2012 con un Mini Countryman.